# 御宿駅
御宿駅（おんじゅくえき）は、千葉県夷隅郡御宿町須賀にある、東日本旅客鉄道（JR東日本）外房線の駅である。
長者町駅 - 当駅間は単線区間、当駅 - 勝浦駅間は複線区間となる。

## 歴史
- 1913年（大正2年）6月20日：鉄道院の駅として開設[1]。
- 1971年（昭和46年）7月1日：貨物取扱廃止[2]。
- 1972年（昭和47年）3月1日：荷物扱い廃止[2]。
- 1987年（昭和62年）4月1日：国鉄分割民営化に伴い、東日本旅客鉄道（JR東日本）の駅となる[1]。
- 2009年（平成21年）3月14日：ICカード「Suica」の利用が可能となる[3]。東京近郊区間に組み込まれる[3]。
- 2013年（平成25年）3月16日：特急「わかしお」の全列車が停車するようになる[4]。
- 2022年（令和4年）5月31日：この日限りでみどりの窓口が営業を終了[5][6]。

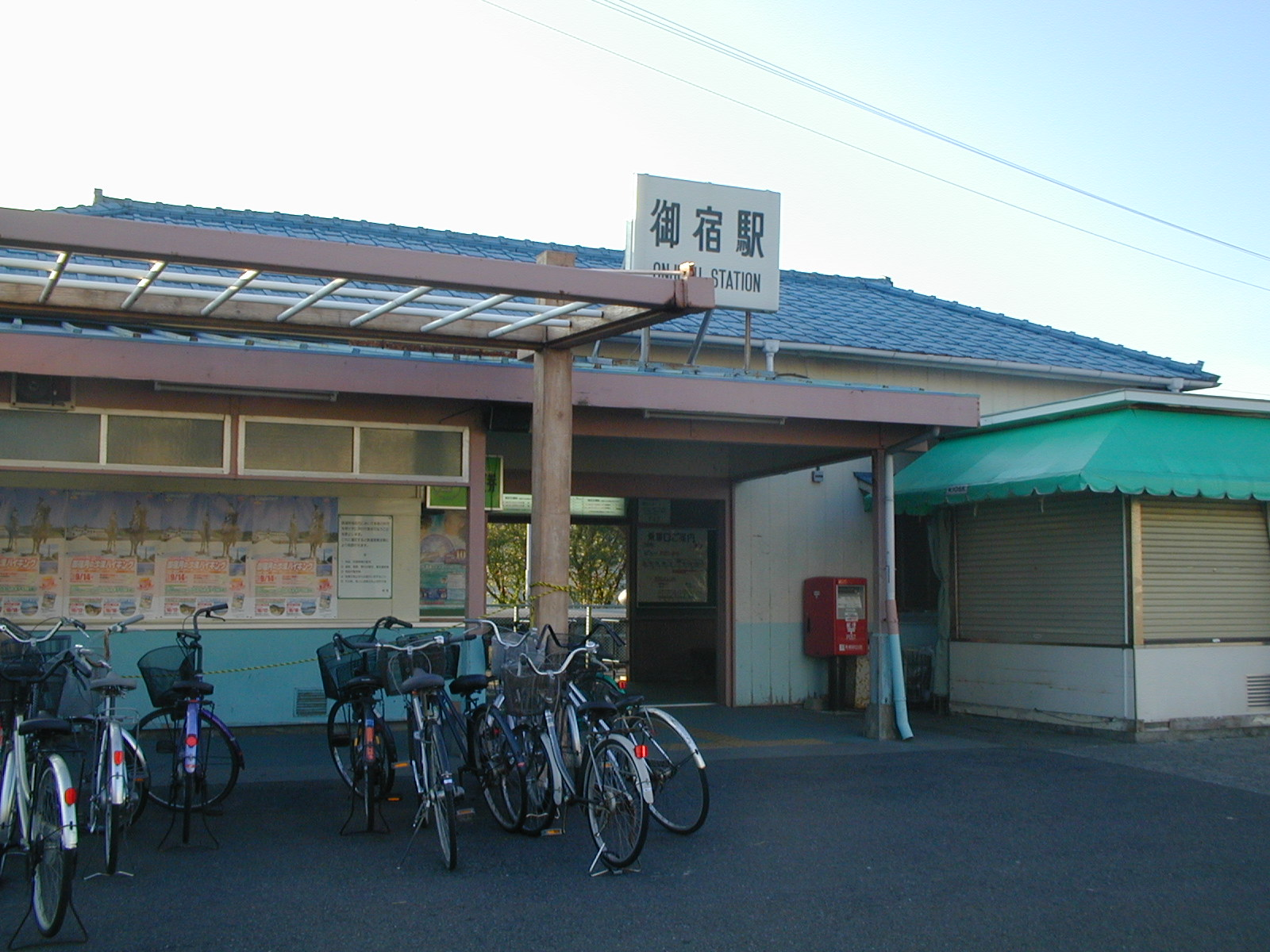
リニューアル前の駅舎 （2003年9月）
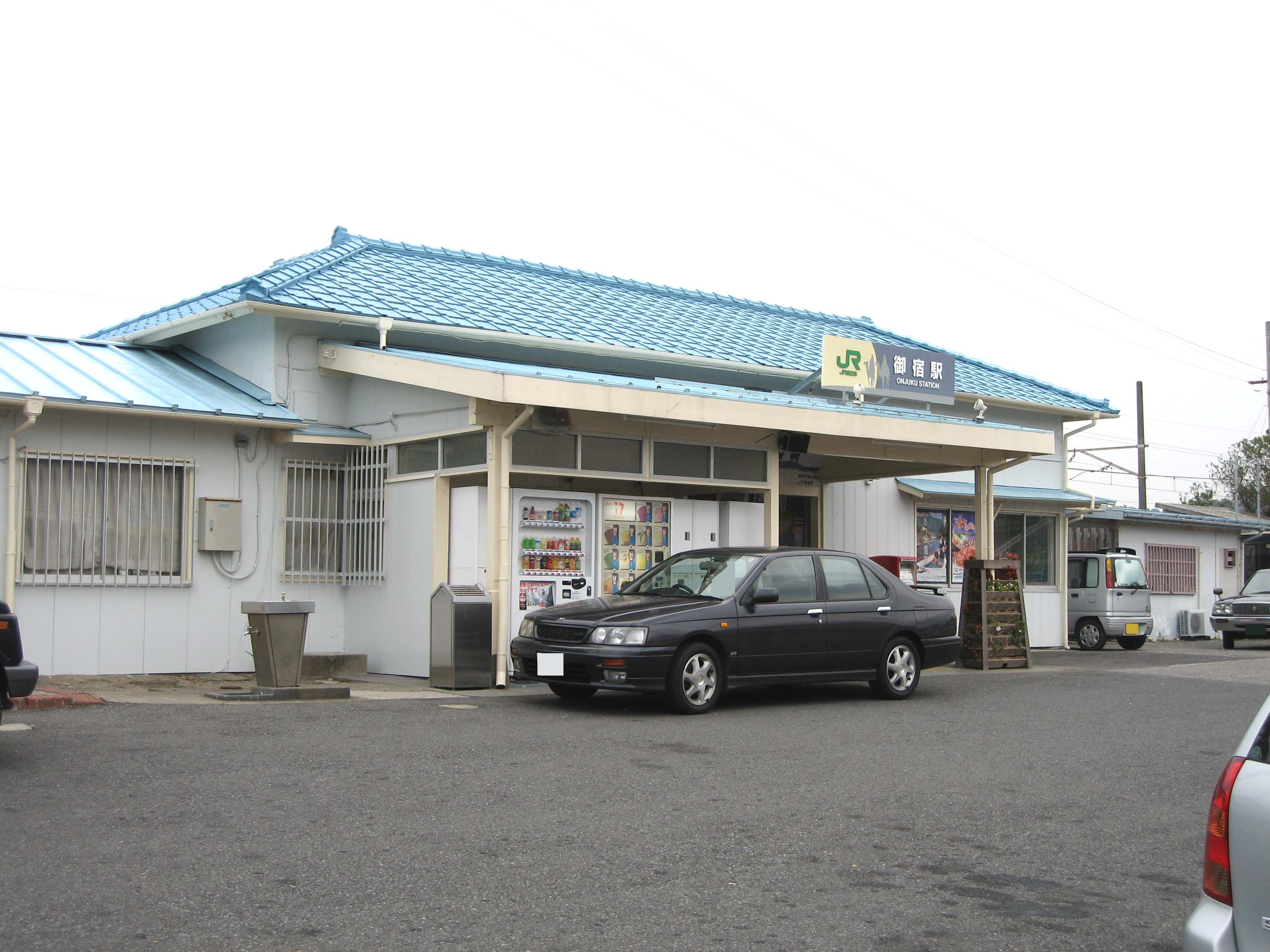
リニューアル前の駅舎 （駅名板変更・2007年11月）

## 駅構造
島式ホーム1面2線を有する地上駅。ホームは嵩上げされていない。駅舎とホームは跨線橋で連絡している。
木造平屋建て駅舎が建てられていて、現在は改装され塗装が新しくなっている。また、駅名の部分が月の沙漠をあしらったものに変更されている。ホーム中央の千葉寄りには、海女の像が置かれている。
茂原統括センター（勝浦駅）管理のJR東日本ステーションサービスによる業務委託駅であり、自動券売機1台（Suica対応）、簡易Suica改札機が設置されている。駅係員が不在の時間帯があるため、乗車駅証明書発行機も設置されている。
2010年（平成22年）2月10日より外房線PRC型自動放送が導入された。

### のりば

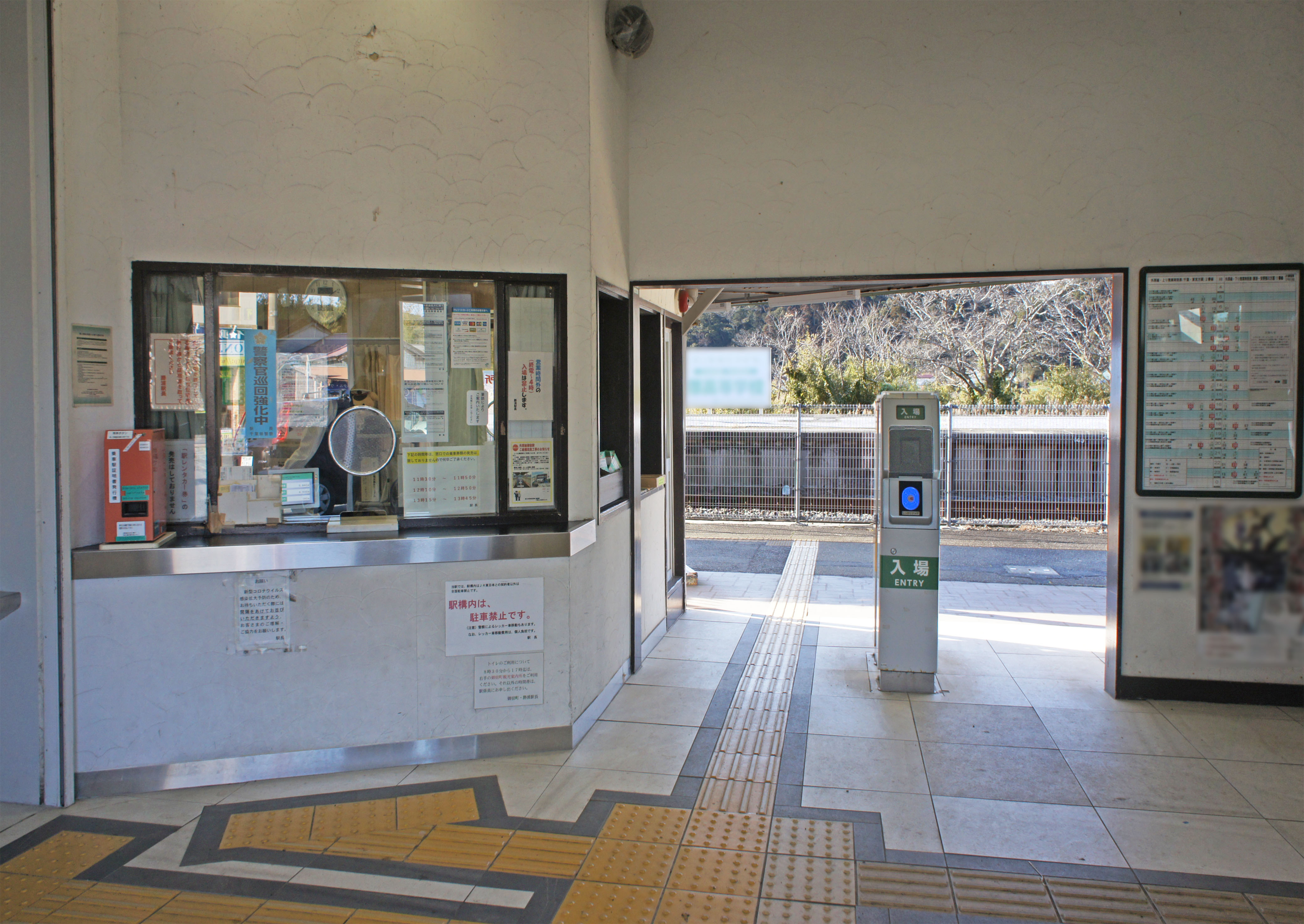
改札口（2022年2月）
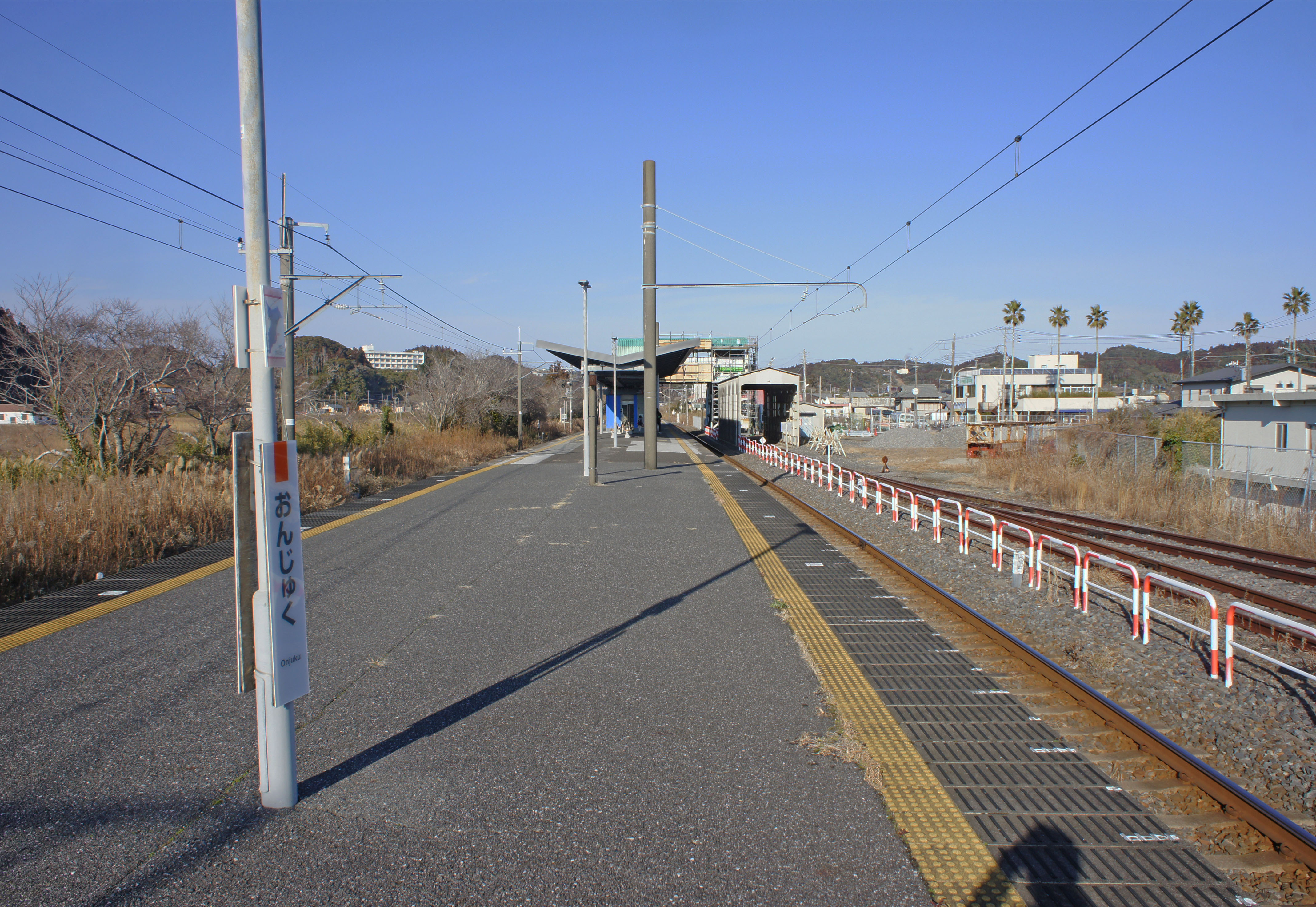
駅ホーム（2022年2月）

| 番線 | 路線    | 方向 | 行先               |
| ---- | ------- | ---- | ------------------ |
| 1    | ■外房線 | 下り | 勝浦・安房鴨川方面 |
| 2    | ■外房線 | 上り | 千葉・東京方面     |

（出典：JR東日本:駅構内図）
- ホームは11両編成までに対応する。

- 改札口（2022年2月）
- 駅ホーム（2022年2月）

## 利用状況
2023年度（令和5年度）の1日平均乗車人員は410人である。
JR東日本および千葉県統計年鑑によると、1990年度（平成2年度）以降の1日平均乗車人員の推移は以下の通り。
| 年度               | 1日平均 乗車人員 | 出典     |
| ------------------ | ---------------- | -------- |
| 1990年（平成02年） | 1,402            | [ * 1 ]  |
| 1991年（平成03年） | 1,407            | [ * 2 ]  |
| 1992年（平成04年） | 1,442            | [ * 3 ]  |
| 1993年（平成05年） | 1,358            | [ * 4 ]  |
| 1994年（平成06年） | 1,366            | [ * 5 ]  |
| 1995年（平成07年） | 1,318            | [ * 6 ]  |
| 1996年（平成08年） | 1,218            | [ * 7 ]  |
| 1997年（平成09年） | 1,124            | [ * 8 ]  |
| 1998年（平成10年） | 1,066            | [ * 9 ]  |
| 1999年（平成11年） | 1,040            | [ * 10 ] |
| 2000年（平成12年） | 1,027            | [ * 11 ] |
| 2001年（平成13年） | 1,002            | [ * 12 ] |
| 2002年（平成14年） | 916              | [ * 13 ] |
| 2003年（平成15年） | 868              | [ * 14 ] |
| 2004年（平成16年） | 847              | [ * 15 ] |
| 2005年（平成17年） | 773              | [ * 16 ] |
| 2006年（平成18年） | 727              | [ * 17 ] |
| 2007年（平成19年） | 703              | [ * 18 ] |
| 2008年（平成20年） | 681              | [ * 19 ] |
| 2009年（平成21年） | 650              | [ * 20 ] |
| 2010年（平成22年） | 639              | [ * 21 ] |
| 2011年（平成23年） | 593              | [ * 22 ] |
| 2012年（平成24年） | 599              | [ * 23 ] |
| 2013年（平成25年） | 618              | [ * 24 ] |
| 2014年（平成26年） | 593              | [ * 25 ] |
| 2015年（平成27年） | 608              | [ * 26 ] |
| 2016年（平成28年） | 599              | [ * 27 ] |
| 2017年（平成29年） | 566              | [ * 28 ] |
| 2018年（平成30年） | 564              | [ * 29 ] |
| 2019年（令和元年） | 522              | [ * 30 ] |
| 2020年（令和02年） | 326              |          |
| 2021年（令和03年） | 358              |          |
| 2022年（令和04年） | 395              |          |
| 2023年（令和05年） | 410              |          |

## 駅周辺
- 国道128号
- 千葉県道176号夷隅御宿線
- 千葉県道232号御宿停車場線
- 御宿町役場
- 冨士大石寺顕正会南房会館
- 御宿郵便局

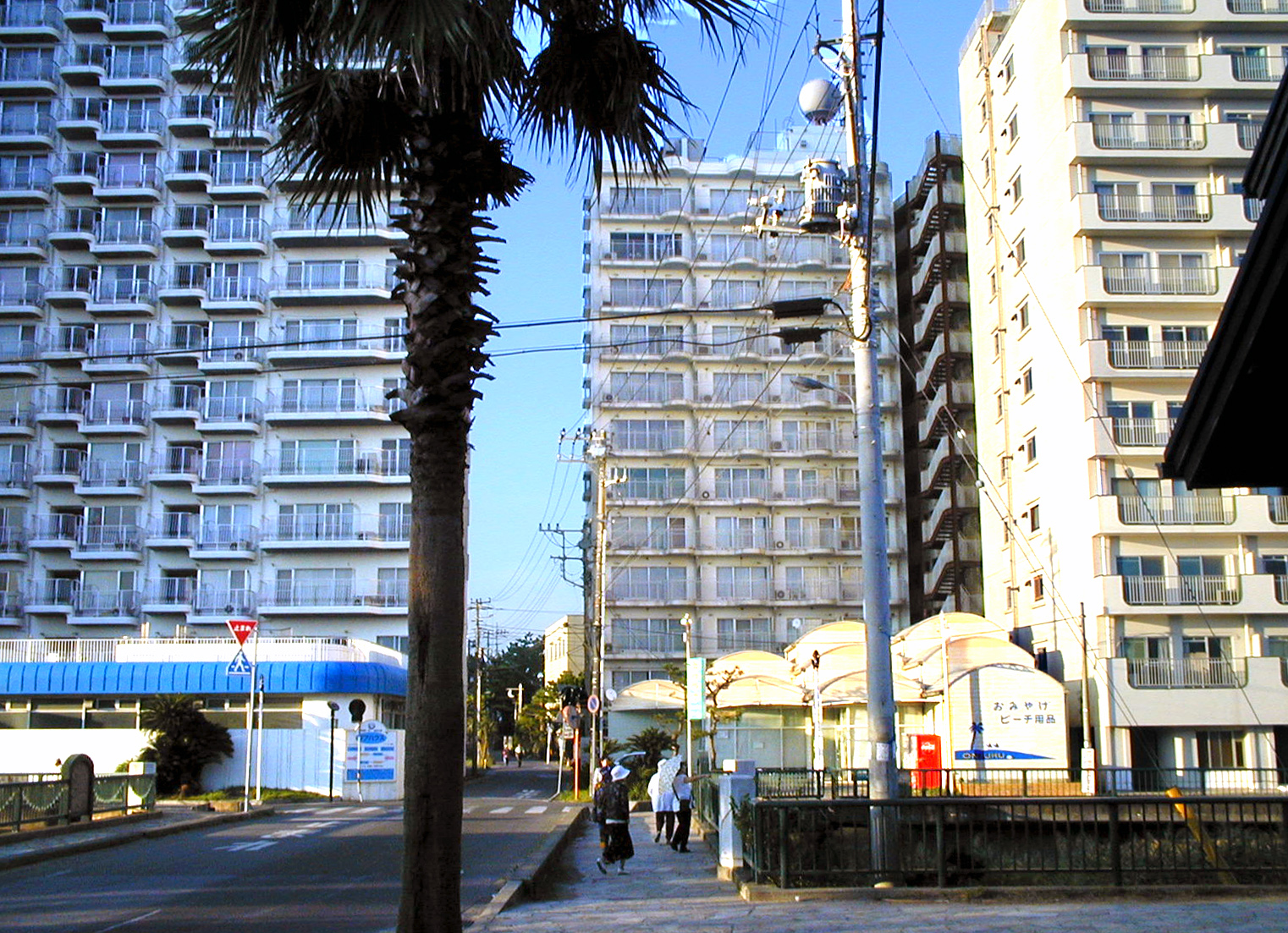
御宿海岸沿いのマンション群（2003年9月）

- 中央国際高等学校 （旧千葉県立御宿高等学校)
- 御宿町立御宿小学校
- 御宿町立御宿中学校
- 月の沙漠記念館
- 旧御宿町歴史民俗資料館
- 御宿漁港
- 御宿海岸・御宿中央海水浴場（月の沙漠）
- 岩和田海水浴場
- 浜海水浴場
- 御宿温泉
- スーパーおおたや
- 南房総・御宿西武グリーンタウン
- メキシコ記念公園
  - 日西墨三国交通発祥記念之碑（メキシコ記念塔）

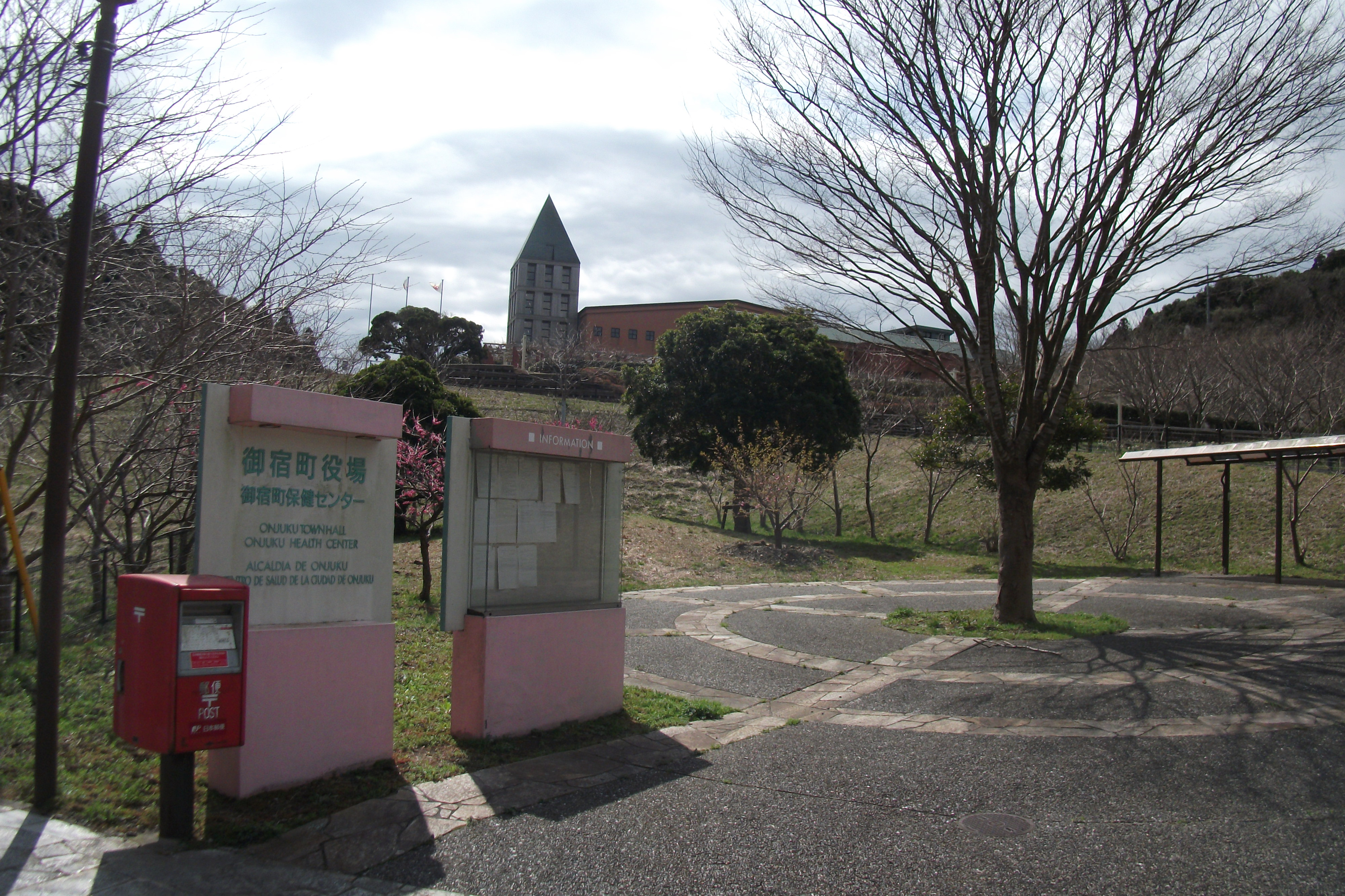
御宿町役場
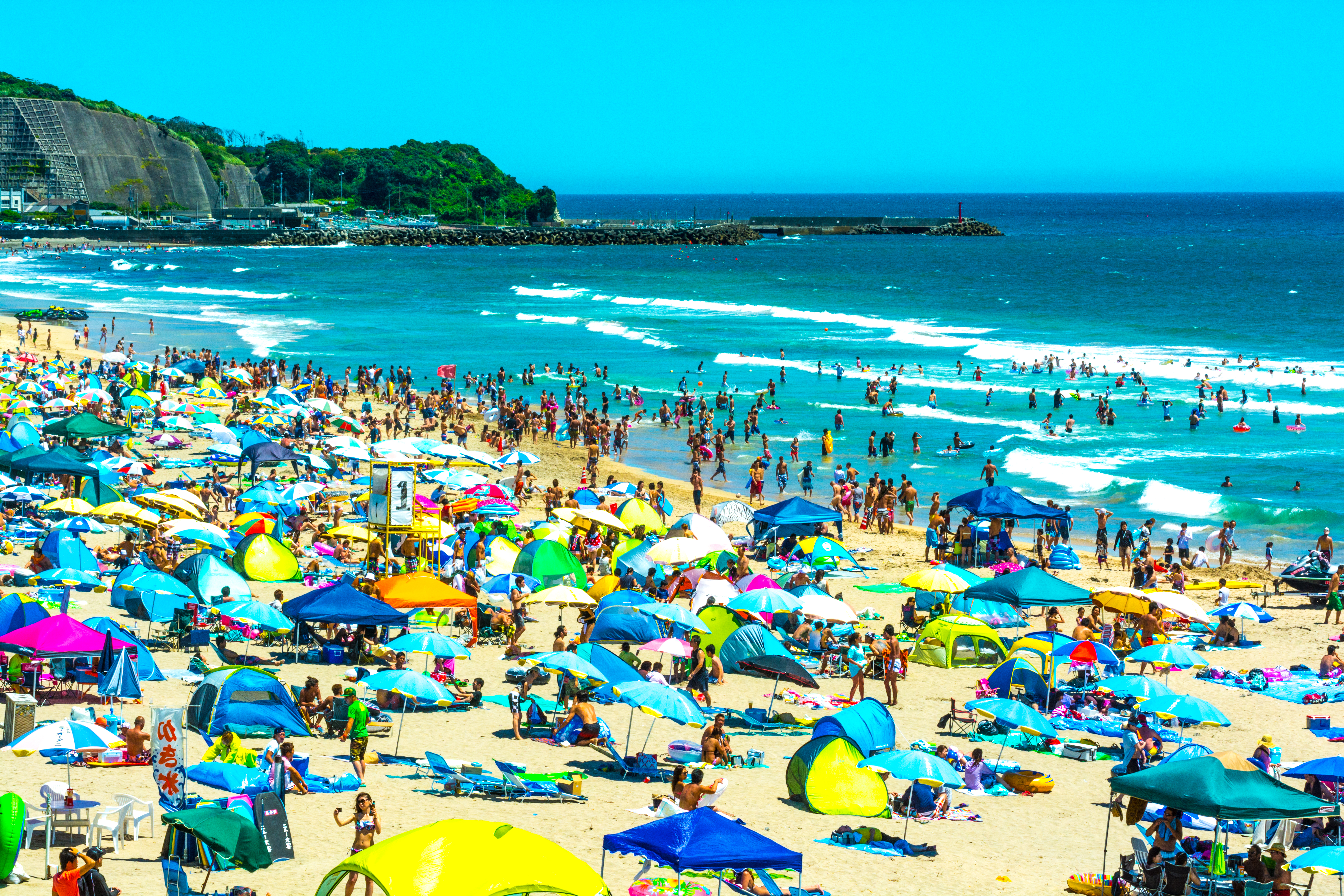
御宿中央海水浴場
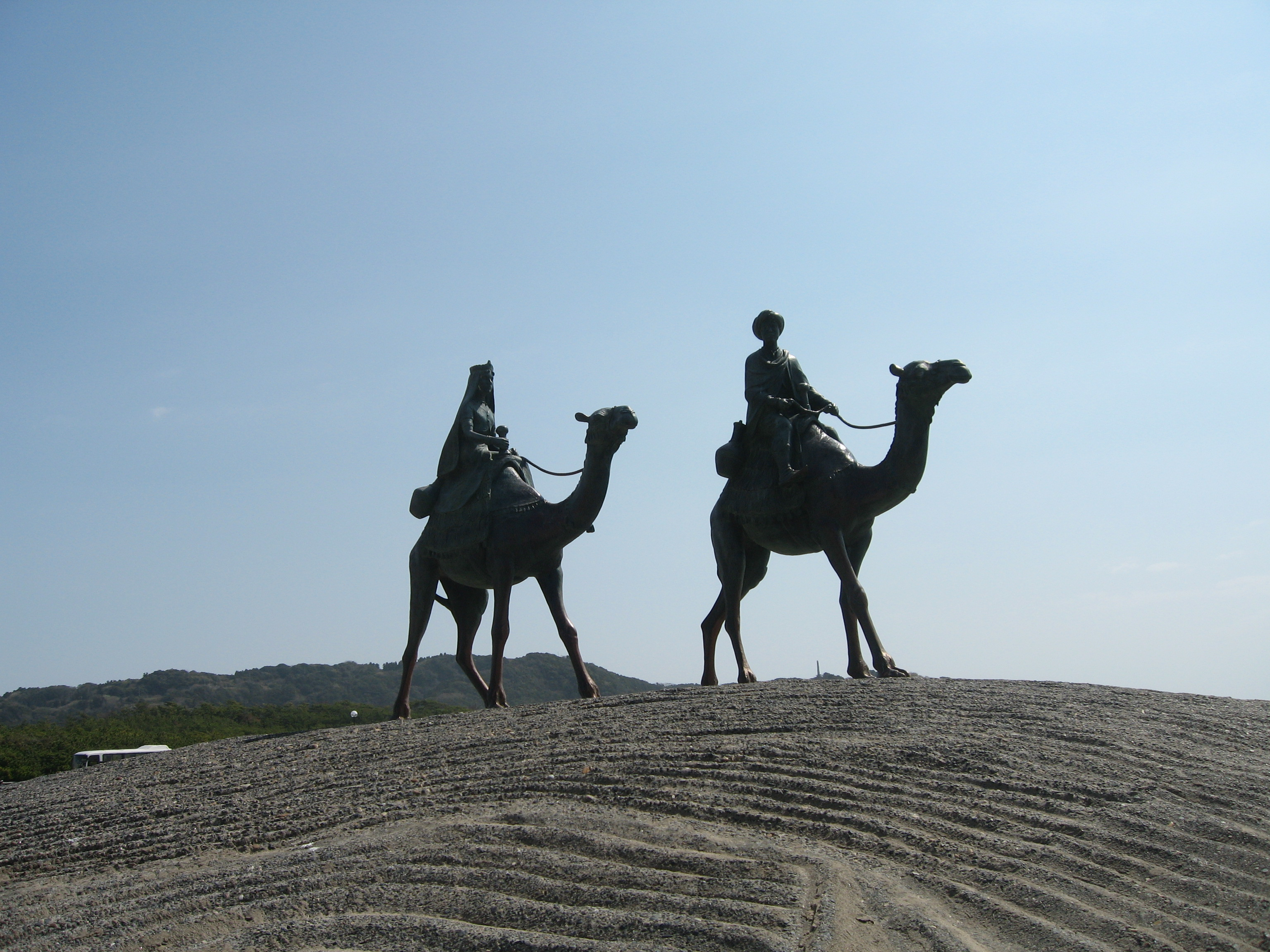
御宿海岸・月の沙漠記念像
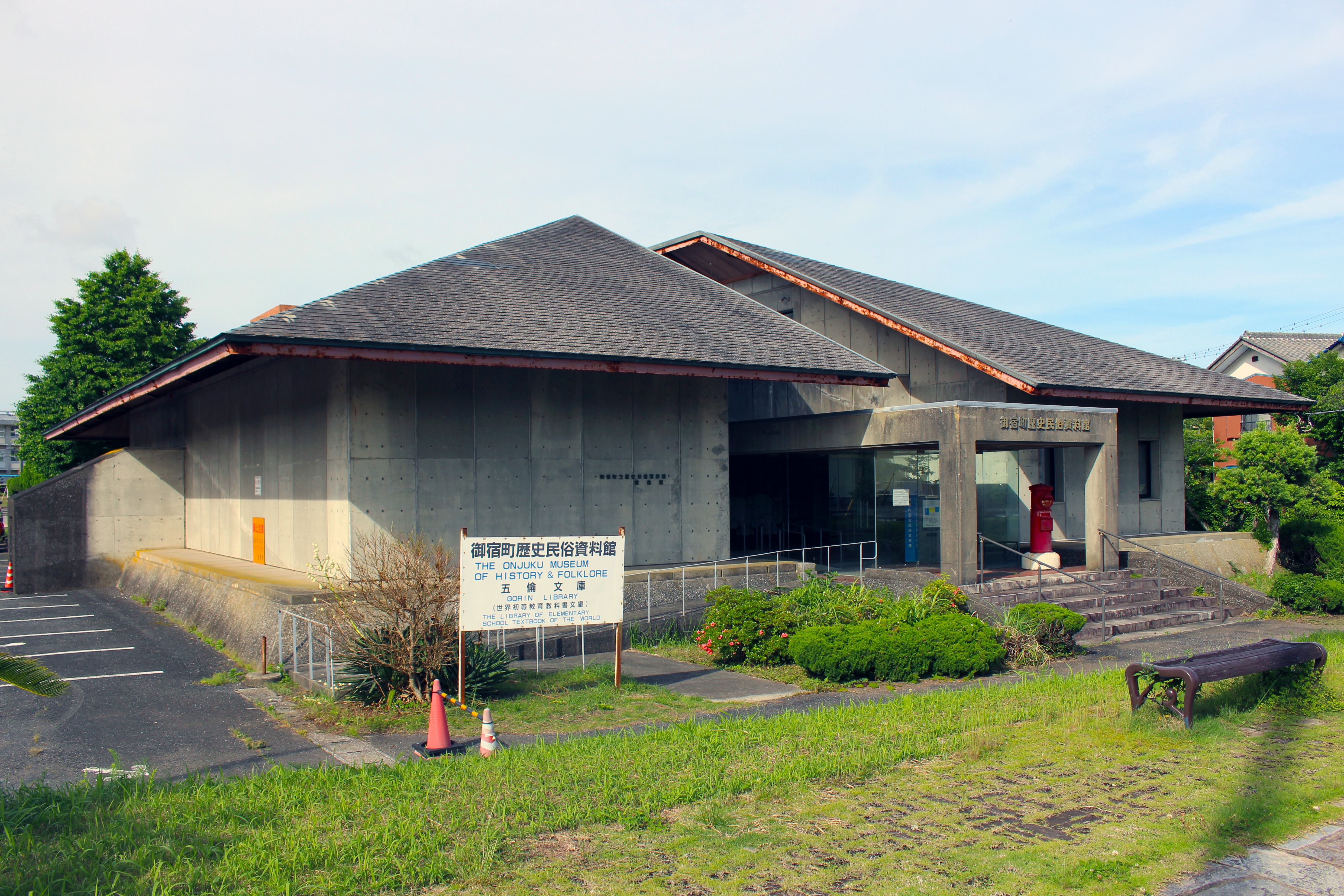
旧御宿町歴史民俗資料館

## バス路線
御宿駅
- 小湊鉄道
  - 勝08・勝09：勝浦駅行

御宿
- 小湊鉄道・日東交通・京成バス
  - 高速バス：バスターミナル東京八重洲行

## 隣の駅
※特急「わかしお」の隣の停車駅は列車記事を参照のこと。
東日本旅客鉄道（JR東日本）
■外房線
■普通（各駅停車）
浪花駅 - 御宿駅 - 勝浦駅

### 記事本文
1. 1 2 3  曽根悟（監修） 著、朝日新聞出版分冊百科編集部 編『週刊 歴史でめぐる鉄道全路線 国鉄・JR』 31号 内房線・外房線・久留里線、朝日新聞出版〈週刊朝日百科〉、2010年2月21日、22-23頁。
2. 1 2  石野哲（編）『停車場変遷大事典 国鉄・JR編 Ⅱ』（初版）JTB、1998年10月1日、616頁。ISBN 978-4-533-02980-6。
3. 1 2  『Suicaをご利用いただけるエリアが広がります。』（PDF）（プレスリリース）東日本旅客鉄道、2008年12月22日。オリジナルの2019年5月3日時点におけるアーカイブ。2018年7月8日閲覧。
4. ↑  『2013年3月ダイヤ改正について』（PDF）（プレスリリース）東日本旅客鉄道千葉支社、2012年12月21日、8頁。オリジナルの2016年4月23日時点におけるアーカイブ。2020年7月13日閲覧。
5. ↑  “駅の情報（御宿駅）：JR東日本”.   東日本旅客鉄道. 2022年4月29日時点のオリジナルよりアーカイブ。2022年4月29日閲覧。
6. ↑  “会社より一件の提案と説明を受ける!” (PDF).   JR東労組千葉地方本部 (2022年3月31日). 2022年3月31日時点のオリジナルよりアーカイブ。2022年4月2日閲覧。

### 利用状況
1. ↑  千葉県統計年鑑 - 千葉県

JR東日本の2000年度以降の乗車人員
1. 1 2  各駅の乗車人員（2023年度） - JR東日本
2. ↑  各駅の乗車人員（2000年度） - JR東日本
3. ↑  各駅の乗車人員（2001年度） - JR東日本
4. ↑  各駅の乗車人員（2002年度） - JR東日本
5. ↑  各駅の乗車人員（2003年度） - JR東日本
6. ↑  各駅の乗車人員（2004年度） - JR東日本
7. ↑  各駅の乗車人員（2005年度） - JR東日本
8. ↑  各駅の乗車人員（2006年度） - JR東日本
9. ↑  各駅の乗車人員（2007年度） - JR東日本
10. ↑  各駅の乗車人員（2008年度） - JR東日本
11. ↑  各駅の乗車人員（2009年度） - JR東日本
12. ↑  各駅の乗車人員（2010年度） - JR東日本
13. ↑  各駅の乗車人員（2011年度） - JR東日本
14. ↑  各駅の乗車人員（2012年度） - JR東日本
15. ↑  各駅の乗車人員（2013年度） - JR東日本
16. ↑  各駅の乗車人員（2014年度） - JR東日本
17. ↑  各駅の乗車人員（2015年度） - JR東日本
18. ↑  各駅の乗車人員（2016年度） - JR東日本
19. ↑  各駅の乗車人員（2017年度） - JR東日本
20. ↑  各駅の乗車人員（2018年度） - JR東日本
21. ↑  各駅の乗車人員（2019年度） - JR東日本
22. ↑  各駅の乗車人員（2020年度） - JR東日本
23. ↑  各駅の乗車人員（2021年度） - JR東日本
24. ↑  各駅の乗車人員（2022年度） - JR東日本

千葉県統計年鑑
1. ↑  千葉県統計年鑑（平成3年）
2. ↑  千葉県統計年鑑（平成4年）
3. ↑  千葉県統計年鑑（平成5年）
4. ↑  千葉県統計年鑑（平成6年）
5. ↑  千葉県統計年鑑（平成7年）
6. ↑  千葉県統計年鑑（平成8年）
7. ↑  千葉県統計年鑑（平成9年）
8. ↑  千葉県統計年鑑（平成10年）
9. ↑  千葉県統計年鑑（平成11年）
10. ↑  千葉県統計年鑑（平成12年）
11. ↑  千葉県統計年鑑（平成13年）
12. ↑  千葉県統計年鑑（平成14年）
13. ↑  千葉県統計年鑑（平成15年）
14. ↑  千葉県統計年鑑（平成16年）
15. ↑  千葉県統計年鑑（平成17年）
16. ↑  千葉県統計年鑑（平成18年）
17. ↑  千葉県統計年鑑（平成19年）
18. ↑  千葉県統計年鑑（平成20年）
19. ↑  千葉県統計年鑑（平成21年）
20. ↑  千葉県統計年鑑（平成22年）
21. ↑  千葉県統計年鑑（平成23年）
22. ↑  千葉県統計年鑑（平成24年）
23. ↑  千葉県統計年鑑（平成25年）
24. ↑  千葉県統計年鑑（平成26年）
25. ↑  千葉県統計年鑑（平成27年）
26. ↑  千葉県統計年鑑（平成28年）
27. ↑  千葉県統計年鑑（平成29年）
28. ↑  千葉県統計年鑑（平成30年）
29. ↑  千葉県統計年鑑（令和元年）
30. ↑  千葉県統計年鑑（令和2年）